# 볼츠와 블립: 달나라 리그의 전투
《볼츠와 블립: 달나라 리그의 전투》(영어: Bolts & Blip)는 2012년 대한민국의 애니메이션 영화이다.

## 성우진
- 김일 : 블립 역
- 최정호 : 볼츠 역
- 유호한 : 못봇 / 락 / 무쇠로봇 역
- 이장원 : 블러드 박사 / 작은로봇 역
- 안용욱 : 토미 박사 / 썬더4 역
- 조진숙 : 세이디 역
- 유동균 : 타이거잭슨 / 세븐잭 역
- 곽윤상 : 웰더 / 해설 / 트레드헤드 역
- 정훈석 : 감독 / 심판 역
- 김선혜 : 스티브 / 여자로봇 역
- 김희진 : 디고르 / 컴퓨터 역
- 신용우 : 헬싱파이브 / 비니 역